# Regió de Ségou

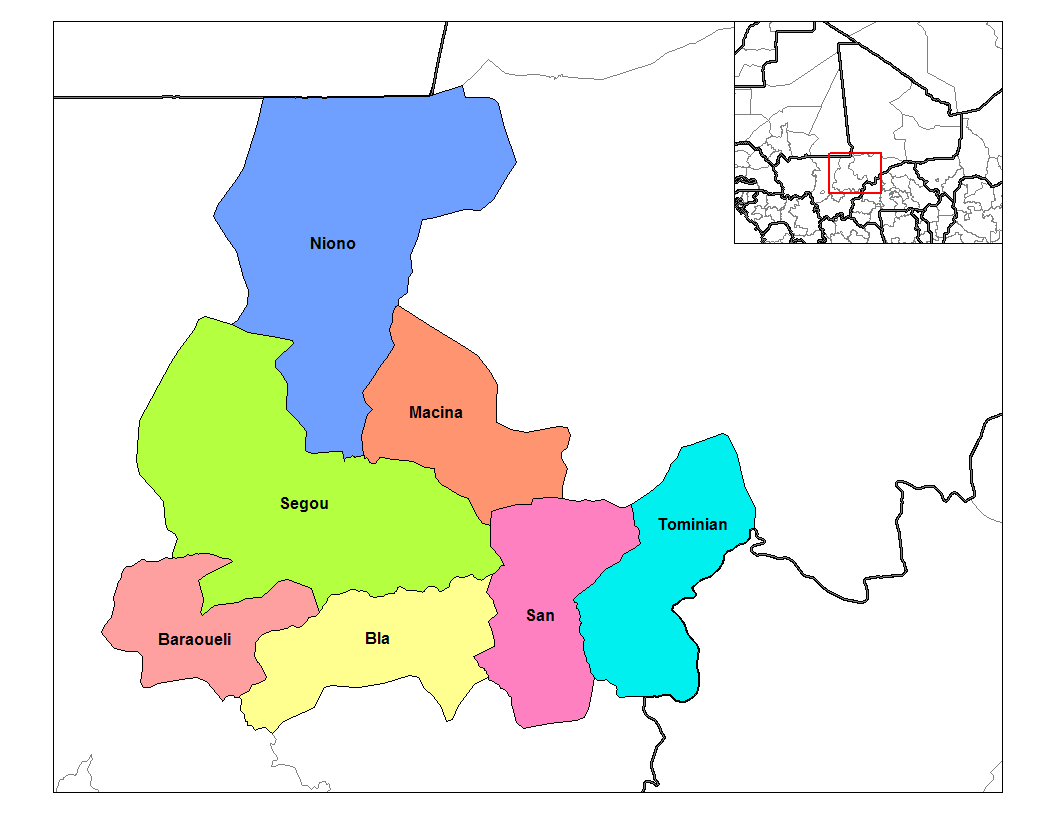
Cercles

La regió de Ségou és una divisió administrativa de primer nivell de Mali, anomenada com la quarta regió administrativa. La capital és Ségou (ciutat). La població el 2009 era de 2.336.255 habitants amb ubn augment del 40% amb relació a 1998 (un 60% al cercle de Niono)
Està situada al centre de Mali i té una superfície de 64.947 km² (més o menys el 5% de Mali). Limita al sud amb la regió de Sikasso, al sud-est amb Burkina Faso, a l'est amb les regions de Mopti i de Tombouctou (una petita franja al nord-est), al nord amb Mauritània i a l'oest amb la regió de Koulikoro. El clima és semiàrid amb una pluja anual de 513 mm. El riu Níger creua la regió en un curs de 292 km; un altre riu és el Bani. Mercès a aquestos rius hi ha cultius en regadiu.
A part de la capital altres poblacions són San, Niono, Markala (on hi ha un embassament) i Dioro. Els 16 boscos classificats de la regió cobreixen 78.860 hectàrees.
La regió està dividida en set cercles (amb 118 comunes i 2.166 pobles): 
- Cercle de Bla

- Cercle de Barouéli

- Cercle de Macina

- Cercle de Niono

- Cercle de Ségou

- Cercle de San

- Cercle de Tominian